# Ведомость (река)
Ведомость — река в России, протекает в Ковернинском районе Нижегородской области. Устье реки находится в 16 км по левому берегу реки Хохломка. Длина реки составляет 21,3 км, площадь водосборного бассейна 115 км².
Исток реки у деревни Анисимово в 19 км к юго-востоку от Ковернина. Река течёт на юго-запад, протекает деревни Анисимово, Федулово, Ключи, Мартыново, Карпово, Кривое, Мешково. Впадает в Хохломку у деревень Урлино и Беспалово.

## Данные водного реестра
По данным государственного водного реестра России относится к Верхневолжскому бассейновому округу, водохозяйственный участок реки — Волга от Горьковского гидроузла и до устья реки Ока, речной подбассейн реки — Волга ниже Рыбинского водохранилища до впадения Оки. Речной бассейн реки — (Верхняя) Волга до Куйбышевского водохранилища (без бассейна Оки).
Код объекта в государственном водном реестре — 08010300512110000017282.